# Canton de Bondy-Nord-Ouest
Le canton de Bondy-Nord-Ouest est une ancienne division administrative française située dans le département de la Seine-Saint-Denis et la région Île-de-France.
Il a fusionné lors du redécoupage cantonal de 2014 en France avec le d'autres cantons pour former le nouveau canton de Bondy

## Histoire
- De 1893 à 1919, Bondy faisait partie du canton de Noisy-le-Sec.

- De 1919 à 1944, Bondy faisait partie de la 2ème circonscription du canton de Noisy-le-Sec (avec Les Pavillons-sous-Bois, Drancy et Bobigny).

- De 1945 à 1953, Bondy faisait partie de Saint-Denis-Est (avec Aubervilliers, Pantin et Noisy-le-Sec).

- De 1953 à 1959, Bondy faisait partie du secteur 6 (avec Montreuil et Vincennes).

- De 1959 à 1967, Bondy faisait partie du 31ème secteur (avec Les Pavillons-sous-Bois).

### Canton dudépartement de la Seine
Conseillers généraux de l'ancien canton de Bondy
Le canton de Bondy du département de la Seine a été créé en 1959 (31ème secteur de la Seine, avec Les Pavillons-sous-Bois).
| Période | Période | Identité        | Étiquette    | Qualité |
| ------- | ------- | --------------- | ------------ | --- |
| 1959    | 1967    | Maurice Coutrot | SFIO puis PS | Employé Sénateur (1958 → 1977) Maire de Bondy (1945 → 1977) Président du conseil général de la Seine (1953 → 1954) |

### Canton du département de la Seine-Saint-Denis
Le canton a été créé lors du redécoupage cantonal de 1976 par démembrement de l'ancien canton de Bondy, renommé alors canton de Bondy-Sud-Est et du canton des Pavillons-sous-Bois
Un nouveau découpage territorial de la Seine-Saint-Denis entré en vigueur à l'occasion des premières élections départementales suivant le décret du 21 février 2014. Les conseillers départementaux sont, à compter de ces élections, élus au scrutin majoritaire binominal mixte. Les électeurs de chaque canton élisent au Conseil départemental, nouvelle appellation du Conseil général, deux membres de sexe différent, qui se présentent en binôme de candidats. Les conseillers départementaux sont élus pour 6 ans au scrutin binominal majoritaire à deux tours, l'accès au second tour nécessitant 12,5 % des inscrits au 1er tour. En outre, la totalité des conseillers départementaux est renouvelée. Ce nouveau mode de scrutin nécessite un redécoupage des cantons dont le nombre est divisé par deux avec arrondi à l'unité impaire supérieure si ce nombre n'est pas entier impair, assorti de conditions de seuils minimaux. En Seine-Saint-Denis, le nombre de cantons passe ainsi de 40 à 21.
Dans ce cadre, la totalité de la commune de Bondy intègre le nouveau canton de Bondy, et le canton de Bondy-Nord-Ouest est supprimé.

## Représentation: Canton de Bondy Nord-Ouest
| Période | Période | Identité          | Étiquette | Qualité |
| ------- | ------- | ----------------- | --------- | --- |
| 1976    | 1988    | Claude Fuzier     | PS        | Cadre aux Nouvelles messageries de la presse parisienne Journaliste, rédacteur en chef et éditorialiste du Populaire de Paris (1957 → 1970) Maire de Bondy (1977 → 1995) Sénateur (1977 → 1986 et 1991 → 1995) - Député (1988 → 1993) |
| 1988    | 2001    | Véronique Neiertz | PS        | Adjointe au maire de Bondy Députée (1981 → 1988 et 1993 → 2002) Secrétaire d'État (1988 → 1993) |
| 2001    | 2015    | Sylvine Thomassin | PS        | Sage-femme Ancienne adjointe au maire de Bondy Maire de Bondy (2011 → 2020) |

## Composition
Le canton de Bondy-Nord-Ouest ne recouvre que le nord-ouest de la commune de Bondy. Le sud-est est inclus dans le canton de Bondy-Sud-Est.
| Communes               | Population (2012) | Code postal | Code Insee |
| ---------------------- | ----------------- | ----------- | ---------- |
| Bondy, commune entière | 53 051            | 93140       | 93010      |

## Démographie
| 1962 | 1968 | 1975 | 1982 | 1990   | 1999   | 2006   | 2011   | - | - |
| ---- | ---- | ---- | ---- | ------ | ------ | ------ | ------ | - | - |
| -    | -    | -    | -    | 23 926 | 24 953 | 28 443 | 27 490 | - | - |